# Lillsjön (Ringarums socken, Östergötland, 646469-153027)
Lillsjön är en sjö i Valdemarsviks kommun i Östergötland och ingår i Söderköpingsåns huvudavrinningsområde. Sjön har en area på 0,0679 kvadratkilometer och ligger 49,8 meter över havet.

## Delavrinningsområde
Lillsjön ingår i det delavrinningsområde (646166-153109) som SMHI kallar för Utloppet av Yxningen. Medelhöjden är 65 meter över havet och ytan är 129,1 kvadratkilometer. Räknas de 12 avrinningsområdena uppströms in blir den ackumulerade arean 268,45 kvadratkilometer. Avrinningsområdets utflöde Söderköpingsån (Gusumsån) mynnar i havet. Avrinningsområdet består mestadels av skog (60 procent). Avrinningsområdet har 30,5 kvadratkilometer vattenytor vilket ger det en sjöprocent på 23,6 procent.